# Yang Jun (calciatore)
Yang Jun (杨君S, Yáng JūnP; Tientsin, 10 giugno 1981) è un calciatore cinese, portiere del Tianjin Quanjian.

## Palmarès

### Club

#### Competizioni nazionali
- Campionato cinese: 3

Gunagzhou Evergrande: 2011, 2012, 2013
- Coppa della Cina: 1

Guangzhou Evergrande: 2012
- Supercoppa di Cina: 1

Guangzhou Evergrande: 2012

#### Competizioni internazionali
- AFC Champions League: 1

Guangzhou Evergrande: 2013